# Trasporti a Panama

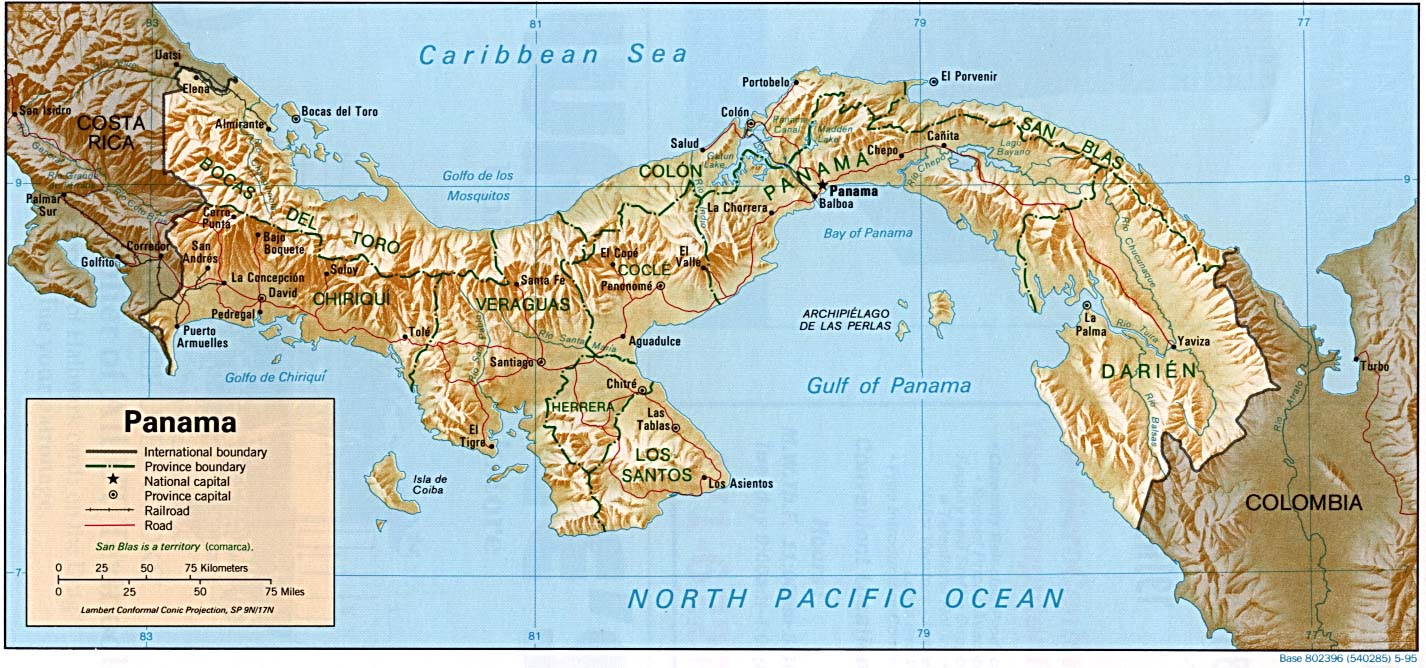
Panama: carta geopolitica con rete ferroviaria e stradale.

Questa voce raccoglie le principali tipologie di Trasporti a Panama.

## Trasporti su rotaia

### Reti ferroviarie
In totale: 355 km (dati 2004)
- Scartamento ridotto (914 mm): 279 km
- Scartamento normale (1435 mm): 76 km (convertiti dallo scartamento allargato di 1524 mm)
- Gestori: Panama Canal Railway Company e Chiriqi National Railroad
- Collegamento a reti estere contigue
  - assente: Colombia e Costa Rica.

### Reti metropolitane
È presente una linea di metropolitana nella capitale, conosciuta con il nome di Panama Metro (in spagnolo: Metro de Panamá), che collega la provincia Los Andes con il centro della città. La linea è sia interrata che sopraelevata ed è stata inaugurata il 5 aprile 2014.

### Reti tranviarie
Il tram non è presente in questa nazione.

## Trasporti su strada

### Rete stradale
In totale: 11.258 km (dati 1999)
- asfaltate: 3.783 km, 30 dei quali appartenenti a superstrade
- bianche: 7.475 km.

### Reti filoviarie
Il filobus non è presente a Panama.

### Autolinee
Nella capitale e in altre zone abitate operano aziende pubbliche e private che gestiscono i trasporti urbani, suburbani, interurbani e turistici esercitati con autobus.

## Idrovie
Panama dispone di 800 km di acque navigabili, 82 dei quali appartengono al Canale di Panama (dati 1996).

### Porti e scali
- Sull'Oceano Atlantico: Manzanillo e Coco Solo
- Sull'Oceano Pacifico: Balboa
- Sul Canale di Panama: Cristobal, Vacamonte

## Trasporti aerei

### Aeroporti
In totale: 117 (dati 2006)
a) con piste di rullaggio pavimentate: 53
- oltre 3047 m: 1
- da 2438 a 3047 m: 1
- da 1524 a 2437 m: 5
- da 914 a 1523 m: 18
- sotto 914 m: 28

b) con piste di rullaggio non pavimentate: 64
- oltre 3047 m: 0
- da 2438 a 3047 m: 0
- da 1524 a 2437 m: 0
- da 914 a 1523 m: 11
- sotto 914 m: 53.